# Wigger

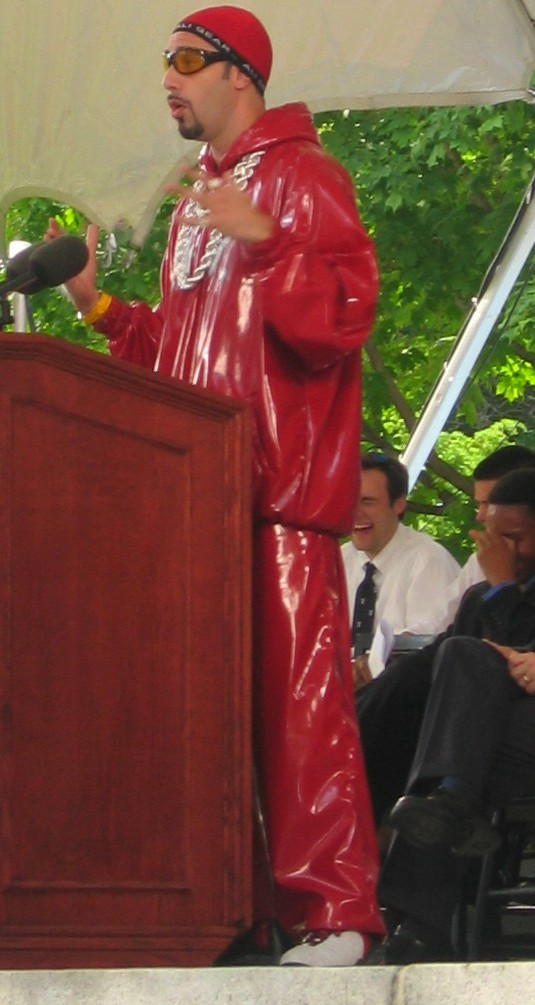
Ali G gespeeld door Sacha Baron Cohen is een voorbeeld van een wigger

Een wigger (ook wel: wigga, whigger of whigga) is een bijnaam voor een blanke die het gedrag, taalgebruik en de stijl van kleden van stereotypische stedelijke zwarte (vooral Afro-Amerikanen) imiteert.
Het fenomeen (en het woord) komt vooral voor in de Verenigde Staten, Groot-Brittannië en in de Caraïben. Ook elders bestaat het fenomeen, hoofdzakelijk in relatie tot de hiphopcultuur of de gangstarapstijl. De imitatie komt voort uit het aangetrokken voelen tot de zwarte cultuur en dan vooral de hiphop en reggaemuziek.
De term wigger is een samenvoeging van de woorden 'white' en 'nigger' of "wannabee" en "nigger". Sommige mensen zien het woord wigger als een belediging omdat er de term 'nigger' in voorkomt. Dat blanke mensen als zwart te typeren gedrag, taalgebruik en kleding imiteren, is niet iets nieuws. Het werd voor het eerst beschreven in de jaren 20 en 30 van de 20ste eeuw en hing toentertijd samen met de bewondering van en liefde voor jazz- en swingmuziek. Norman Mailer beschreef het fenomeen in 1957 in een essay getiteld: "The White Negro: Superficial Reflections on the Hipster".